# 변형윤
변형윤(邊衡尹, 1927년 1월 6일 ~ 2022년 12월 25일)은 대한민국의 경제학자이다. 황해도 황주에서 태어났다. 경기고등학교와 서울대학교 경제학과를 나온 후 서울대 대학원에서 박사학위를 취득했다. 
1955년 서울대 상대 교수로 부임해 1992년 정년 퇴임하기까지 37년간 학술 활동과 제자 양성에 힘썼다. 대한민국 경제학계에 계량경제학을 도입한 것으로 유명하며 김대중 정부의 경제정책의 밑받침을 다졌다. 많은 제자들을 길러냈으며 그의 아호를 딴 이름을 가진 '학현학파'는 '조순학파' '서강학파'와 함께 대한민국 경제학계의 3대 학파로 꼽히고 있다.
"효율보다 형평, 성장보다 분배"를 표방하며 시장만능주의 주류경제학을 비판해 온 대표적인 원로 경제학자이다. 국회의원, 경제부총리 등 여러 차례 입각 제안을 받았으나 거절하고 후학을 양성하는데 힘을 쏟았다. '학현학파'에 속하는 그의 제자들 중에는 강철규 전 공정거래위원장, 김태동 전 청와대 경제수석, 김대환 전 노동부장관, 이정우 전 대통령 비서실 정책실장, 김기원 교수, 이병천 교수 등이 있다. 민주화 운동가이자 열린우리당 의장을 지낸 김근태 역시 그의 제자이다.
2022년 12월 25일에 사망했다.

## 학력
- 경기고등학교
- 서울대학교 경제학과 경제학 학사
- 밴더빌트 대학교 대학원 경제학 석사
- 서울대학교 경제학과 대학원 경제학 박사

## 저서
《한국경제론》1996년. 유풍출판사

## 참고 자료
- 변형윤 네이트 인물검색